# Sunflower (canción)
Sunflower (originalmente «Sunflower - From “Spiderman Into The Spider-Verse»), es un sencillo del cantante estadounidense Post Malone en colaboración con Swae Lee. La canción fue publicada el 18 de octubre de 2018 a través de la discográfica Republic Records. A menudo es considerada como la canción de película más exitosa de la historia, esto debido a sus reconocimientos, su popularidad, y su constante posición en listas de todo el mundo.

## Composición y recepción
Malone confirmó su participación en Spider-Man: Into the Spider-Verse de 2018. El 2 de octubre de 2018, en The Tonight Show Starring Jimmy Fallon, en el que anunció que escribió "Sunflower", que también interpreta, y tocó un fragmento de la canción.
El 15 de octubre, Swae Lee reveló que él también estaría en la canción con Malone, y lanzó otro fragmento de la canción. Lee dijo que estaba «muy emocionado» de que la gente escuchara la canción. El 18 de octubre, «Sunflower» fue lanzado como sencillo. Spring Aspers, directora de música y asuntos creativos de Sony Pictures, dijo que «Post y Swae han entregado una canción que es heroica y emocional, que es exactamente lo que necesita una historia de Spider-Man. Es auténtica, pero también sincera: la banda sonora perfecta para que Miles descubra al Hombre Araña dentro de sí mismo».
Swae Lee llamó a Sunflower una de sus colaboraciones favoritas en 2018, y afirmó que era «porque es una colocación de película [en Spider-Man: Into the Spider-Verse]. El personaje principal canta "Sunflower" y usa mi voz para calmarlo. Abajo en una situación determinada, como si mi música fuera terapéutica para él». Malone y Lee colaboraron previamente en la canción «Spoil My Night» para el álbum de Malone 2018 Beerbongs & Bentleys.
La canción tuvo muy buena recepción en las plataformas de streaming, consiguiendo el número 1 donde llegaba a acumular una media de 46.000.000 de streaming’s por semana, en las listas del mundo de habla inglesa la canción fue todo un súper éxito, consiguió el número uno en Australia, Nueva Zelanda, Irlanda, Canadá, Estados Unidos y en Gales además de conseguir el top 3 en Reino Unido donde el artista Swae Lee consiguió su primer número uno. La canción iría después descendiendo lentamente hasta que gracias al lanzamiento del álbum la canción volvió a entrar en listas de las más escuchadas, lista que ya había encabezado pocos días después de su lanzamiento esta súper éxito es la canción de Post Malone que más tiempo ha permanecido en listas de streaming. En las listas generales de Estados Unidos la canción reapareció en las listas gracias a la vuelta del streaming y las ventas gracias al lanzamiento del álbum de Post Malone Hollywood's Bleeding (2019). La canción ha acumulado más de 3.000.000.0000 streamings en Spotify y se ha convertido en una de las canciones más reproducidas de la historia y en uno de los mayores éxitos de Post Malone.

## Formatos
Streaming
| N.º | Título      | Duración |  |
| 1.  | «Sunflower» | 2:38     |  |

Descarga Digital
| N.º | Título      | Duración |  |
| 1.  | «Sunflower» | 2:39     |  |

## Posicionamiento en listas
| País              | Lista certificadora         | Mejor posición |        |        |        |        |        |        |
| Europa            | Europa                      | Europa         | Europa | Europa | Europa | Europa | Europa | Europa |
| ----------------- | --------------------------- | -------------- | ------ | ------ | ------ | ------ | ------ | ------ |
| Portugal          | IFPI                        | 13             |        |        |        |        |        |        |
| España            | PROMUSICAE                  | 96             |        |        |        |        |        |        |
| España            | Radios Top 50               | - -            |        |        |        |        |        |        |
| España            | Los40 España                | 11             |        |        |        |        |        |        |
| Francia           | IFPI                        | 63             |        |        |        |        |        |        |
| Andorra           | PROMUSICAAND                | 1              |        |        |        |        |        |        |
| Bélgica           | Ultratop 40 (Wallonia)      | 14             |        |        |        |        |        |        |
| Bélgica           | Ultratop 40 (Flamenca)      | 15             |        |        |        |        |        |        |
| Alemania          | Germany Songs               | 36             |        |        |        |        |        |        |
| Suiza             | GfK Entertainment Charts    | 4              |        |        |        |        |        |        |
| República Checa   | Rádiós Top 100              | 7              |        |        |        |        |        |        |
| Reino Unido       | UK Singles Chart            | 3              |        |        |        |        |        |        |
| Asia              |                             |                |        |        |        |        |        |        |
| Japón             | Billboard Japan Hot 100     | - -            |        |        |        |        |        |        |
| Corea del Sur     | South Korean Hot 100        | 160            |        |        |        |        |        |        |
| Oceanía           |                             |                |        |        |        |        |        |        |
| Australia         | ARIA Singles Chart          | 1              |        |        |        |        |        |        |
| Nueva Zelanda     | NRZ Singles Chart           | 1              |        |        |        |        |        |        |
| América del Norte |                             |                |        |        |        |        |        |        |
| Canadá            | Billboard Canadian Hot 100  | 1              |        |        |        |        |        |        |
| Estados Unidos    | Billboard Hot 100           | 1              |        |        |        |        |        |        |
| Estados Unidos    | Billboard Radios Top 50     | 1              |        |        |        |        |        |        |
| México            | Monitor Latino MÉ           | 1              |        |        |        |        |        |        |
| América del Sur   |                             |                |        |        |        |        |        |        |
| Colombia          | Monitor Latino COL          | - -            |        |        |        |        |        |        |
| Perú              | Monitor Latino PE           | - -            |        |        |        |        |        |        |
| Chile             | Monitor Latino CH           | - -            |        |        |        |        |        |        |
| Uruguay           | Top 100! Uruguay            | 36             |        |        |        |        |        |        |
| Argentina         | Billboard Argentina Hot 100 | 51             |        |        |        |        |        |        |
| Argentina         | Monitor Latino AR           | 13             |        |        |        |        |        |        |

## Certificaciones
| País (Organismo certificador) | Certificaciones | Ventas certificadas | Ref.  |
| ----------------------------- | --------------- | ------------------- | ----- |
| Australia (ARIA)              | 18× Platino     | 1 260 000           | [ 4 ] |
| Estados Unidos (RIAA)         | 2× Diamante     | 20 000 000          | [ 5 ] |
| México (AMPROFON)             | Diamante        | 300 000             | [ 6 ] |

## Premios y nominaciones
| Año  | Premiación               | Categoría                            | Resultado | Ref.   |
| ---- | ------------------------ | ------------------------------------ | --------- | ------ |
| 2019 | American Music Awards    | Colaboración del Año                 | Nominado  | [ 7 ]  |
| 2019 | American Music Awards    | Canción Favorita de Pop/Rock         | Nominado  | [ 7 ]  |
| 2019 | Billboard Music Awards   | Canción con más Streaming            | Nominado  | [ 8 ]  |
| 2019 | Billboard Music Awards   | Mejor Colaboración                   | Nominado  | [ 8 ]  |
| 2019 | Billboard Music Awards   | Mejor Canción Rap                    | Nominado  | [ 8 ]  |
| 2019 | MTV Europe Music Awards  | Mejor Canción                        | Nominado  | [ 9 ]  |
| 2019 | Teen Choice Awards       | Mejor Canción de R&B/Hip Hop         | Nominado  | [ 10 ] |
| 2019 | Teen Choice Awards       | Mejor Canción de una Película        | Nominado  | [ 10 ] |
| 2020 | Grammy Awards            | Grabación del Año                    | Nominado  | [ 11 ] |
| 2020 | Grammy Awards            | Mejor Interpretación Melódica de Rap | Nominado  | [ 11 ] |
| 2020 | iHeartRadio Music Awards | Mejor Colaboración                   | Nominado  | [ 12 ] |
| 2020 | iHeartRadio Music Awards | Canción más Votada                   | Ganador   | [ 12 ] |